# Beilschmiedia pedicellata
Beilschmiedia pedicellata är en lagerväxtart som beskrevs av Van der Werff. Beilschmiedia pedicellata ingår i släktet Beilschmiedia och familjen lagerväxter. Inga underarter finns listade i Catalogue of Life.